# Grand Prix Formule 1 van Groot-Brittannië 1995
De Grand Prix Formule 1 van Groot-Brittannië 1995 werd gehouden op 16 juli 1995 op Silverstone.

## Uitslag
| Positie | Nummer | Rijder                   | Team               | Ronden | Tijd/Opgave         | Startplaats | Punten |
| ------- | ------ | ------------------------ | ------------------ | ------ | ------------------- | ----------- | ------ |
| 1       | 2      | Johnny Herbert           | Benetton-Renault   | 61     | 1:34:35.093         | 5           | 10     |
| 2       | 27     | Jean Alesi               | Ferrari            | 61     | +16.479             | 6           | 6      |
| 3       | 6      | David Coulthard          | Williams-Renault   | 61     | +23.888             | 3           | 4      |
| 4       | 26     | Olivier Panis            | Ligier-Mugen-Honda | 61     | +1:33.168           | 13          | 3      |
| 5       | 7      | Mark Blundell            | McLaren-Mercedes   | 61     | +1:48.172           | 10          | 2      |
| 6       | 30     | Heinz-Harald Frentzen    | Sauber-Ford        | 60     | +1 Ronde            | 12          | 1      |
| 7       | 23     | Pierluigi Martini        | Minardi-Ford       | 60     | +1 Ronde            | 15          |        |
| 8       | 4      | Mika Salo                | Tyrrell-Yamaha     | 60     | +1 Ronde            | 23          |        |
| 9       | 29     | Jean-Christophe Boullion | Sauber-Ford        | 60     | +1 Ronde            | 16          |        |
| 10      | 24     | Luca Badoer              | Minardi-Ford       | 60     | +1 Ronde            | 18          |        |
| 11      | 14     | Rubens Barrichello       | Jordan-Peugeot     | 59     | Botsing             | 9           |        |
| 12      | 16     | Bertrand Gachot          | Pacific-Ilmor      | 58     | +3 Rondes           | 21          |        |
| NF      | 22     | Roberto Moreno           | Forti-Ford         | 48     | Motor               | 22          |        |
| NF      | 1      | Michael Schumacher       | Benetton-Renault   | 45     | Botsing             | 2           |        |
| NF      | 5      | Damon Hill               | Williams-Renault   | 45     | Botsing             | 1           |        |
| NF      | 9      | Massimiliano Papis       | Arrows-Hart        | 28     | Spin                | 17          |        |
| NF      | 3      | Ukyo Katayama            | Tyrrell-Yamaha     | 22     | Geen benzine        | 14          |        |
| NF      | 17     | Andrea Montermini        | Pacific-Ilmor      | 21     | Spin                | 24          |        |
| NF      | 8      | Mika Häkkinen            | McLaren-Mercedes   | 20     | Elektrisch probleem | 8           |        |
| NF      | 28     | Gerhard Berger           | Ferrari            | 20     | Wiel                | 4           |        |
| NF      | 25     | Martin Brundle           | Ligier-Mugen-Honda | 16     | Spin                | 11          |        |
| NF      | 10     | Taki Inoue               | Arrows-Hart        | 16     | Spin                | 19          |        |
| NF      | 21     | Pedro Diniz              | Forti-Ford         | 13     | Versnellingsbak     | 20          |        |
| NF      | 15     | Eddie Irvine             | Jordan-Peugeot     | 2      | Elektrisch probleem | 7           |        |

## Wetenswaardigheden
- Damon Hill en Michael Schumacher waren betrokken in een crash in de 45ste ronde. Hill probeerde Schumacher in te halen, maar de Duitser sloot de deur, waarna beiden uit de race vlogen.
- David Coulthard ging voorbij Johnny Herbert in de 49ste ronde, maar door een stop-and-go straf voor te snel rijden in de pitstraat pakte Herbert zijn eerste overwinning.
- Mark Blundell en Rubens Barrichello vochten voor de vierde plaats tot de laatste ronde. De Braziliaan probeerde de McLaren voorbij te steken, maar reed tegen het achterwiel waardoor hij in de grindbak terechtkwam. Blundell kon, ondanks een lekke band, doorrijden. Hij werd wel nog voorbijgestoken door Olivier Panis en finishte als vijfde.
- Meer pitstopproblemen bij Gerhard Berger, de Oostenrijker verliet de pits voordat de mecanicien het linkervoorwiel goed kon bevestigen hoewel hij wel had aangegeven dat het goed bevestigd was. Het wiel kwam los en Berger moest opgeven.

## Statistieken
| Pole-position | Damon Hill | Williams-Renault | 1:28.124 |
| Snelste ronde | Damon Hill | Williams-Renault | 1:29.752 |

## Noot
- Dit was het debuut van de Italiaanse coureur Massimiliano Papis.
- Eerste rondes als raceleider en eerste Grand Prix-winst voor Johnny Herbert.

1926 · 1927 · 1948 · 1949 · 1950 · 1951 · 1952 · 1953 · 1954 · 1955 · 1956 · 1957 · 1958 · 1959 · 1960 · 1961 · 1962 · 1963 · 1964 · 1965 · 1966 · 1967 · 1968 · 1969 · 1970 · 1971 · 1972 · 1973 · 1974 · 1975 · 1976 · 1977 · 1978 · 1979 · 1980 · 1981 · 1982 · 1983 · 1984 · 1985 · 1986 · 1987 · 1988 · 1989 · 1990 · 1991 · 1992 · 1993 · 1994 · 1995 · 1996 · 1997 · 1998 · 1999 · 2000 · 2001 · 2002 · 2003 · 2004 · 2005 · 2006 · 2007 · 2008 · 2009 · 2010 · 2011 · 2012 · 2013 · 2014 · 2015 · 2016 · 2017 · 2018 · 2019 · 2020 · 2021 · 2022 · 2023 · 2024 · 2025 · 2026 · 2027 · 2028 · 2029 · 2030 · 2031 · 2032 · 2033 · 2034